# Болгария на летних Олимпийских играх 1960
Болгария принимала участие в Летних Олимпийских играх 1960 года в Риме (Италия) в седьмой раз за свою историю, и завоевала одну золотую, три бронзовые и три серебряные медали. Сборную страны представляли 89 мужчин и 9 женщин. Велик Капсызов завоевал первую в истории страны олимпийскую медаль в спортивной гимнастике.

## Медалисты
| Медаль  | Спортсмен      | Вид спорта | Дисциплина                              |
| ------- | -------------- | ---------- | --------------------------------------- |
| Золото  | Димитр Добрев  | Борьба     | Мужчины, греко-римская борьба, до 79 кг |
| Серебро | Крали Бимбалов | Борьба     | Мужчины, греко-римская борьба, до 87 кг |
| Серебро | Неждет Залев   | Борьба     | Мужчины, вольная борьба, до 57 кг       |
| Серебро | Станчо Колев   | Борьба     | Мужчины, вольная борьба, до 63 кг       |
| Бронза  | Динко Петров   | Борьба     | Мужчины, греко-римская борьба, до 57 кг |
| Бронза  | Енё Вылчев     | Борьба     | Мужчины, вольная борьба, до 67 кг       |
| Бронза  | Велик Капсызов | Гимнастика | Мужчины, кольца                         |

## Результаты соревнований

### Баскетбол
Спортсменов — 12

### Бокс
Спортсменов — 6

### Борьба
Спортсменов — 16

### Велоспорт
Спортсменов — 5

### Гимнастика
Спортсменов — 12

### Гребля на байдарках и каноэ
Спортсменов — 5

### Конный спорт
Спортсменов — 5

### Лёгкая атлетика
Спортсменов — 8
Мужчины
| Дисциплина      | Спортсмен        | Предварительный раунд | Предварительный раунд | Четвертьфиналы       | Четвертьфиналы       | Полуфиналы           | Полуфиналы           | Финал                | Финал                |
| Дисциплина      | Спортсмен        | Результат             | Место                 | Результат            | Место                | Результат            | Место                | Результат            | Место                |
| --------------- | ---------------- | --------------------- | --------------------- | -------------------- | -------------------- | -------------------- | -------------------- | -------------------- | -------------------- |
| 100 м           | Михаил Бачваров  | 11.0                  | 5                     | Завершил выступление | Завершил выступление | Завершил выступление | Завершил выступление | Завершил выступление | Завершил выступление |
| 200 м           | Михаил Бачваров  | 22.2                  | 5                     | Завершил выступление | Завершил выступление | Завершил выступление | Завершил выступление | Завершил выступление | Завершил выступление |
| тройной прыжок  | Додю Патаринский | 15.37                 | 19                    |                      |                      |                      |                      | Завершил выступление | Завершил выступление |
| прыжки с шестом | Христо Христов   | 4.40                  | 1                     |                      |                      |                      |                      | 4.40                 | 10                   |
| прыжки с шестом | Димитр Хлебаров  | 4.30                  | 12                    |                      |                      |                      |                      | 4.30                 | 11                   |
| метание диска   | Тодор Артарский  | 53.33                 | 11                    |                      |                      |                      |                      | 52.12                | 20                   |

Женщины
| Дисциплина    | Спортсмен         | Предварительный раунд | Предварительный раунд | Четвертьфиналы | Четвертьфиналы | Полуфиналы            | Полуфиналы            | Финал                 | Финал                 |
| Дисциплина    | Спортсмен         | Результат             | Место                 | Результат      | Место          | Результат             | Место                 | Результат             | Место                 |
| ------------- | ----------------- | --------------------- | --------------------- | -------------- | -------------- | --------------------- | --------------------- | --------------------- | --------------------- |
| 100 м         | Снежана Керкова   | 12.6                  | 4                     | 12.7           | 7              | Завершила выступление | Завершила выступление | Завершила выступление | Завершила выступление |
| 80 м с/б      | Снежана Керкова   | 11.6                  | 3                     |                |                | Завершила выступление | Завершила выступление | Завершила выступление | Завершила выступление |
| толкание ядра | Лидия Шарамович   | 14.09                 | 13                    |                |                |                       |                       | Завершила выступление | Завершила выступление |
| толкание ядра | Цветанка Крастева | 13.99                 | 14                    |                |                |                       |                       | Завершила выступление | Завершила выступление |

### Стрельба
Спортсменов — 5

### Тяжёлая атлетика
Спортсменов — 7

### Фехтование
Спортсменов — 2

### Футбол
Спортсменов — 15